# Sergio Wielzen
Sergio Wielzen (1 november 1987) is een Surinaams-Nederlands thaibokser. Hij heeft veel gevechten gewonnen met knockout of technisch knockout.

## Biografie
Wielzen werd in Suriname geboren en verhuisde naar Nederland, waar hij in zijn woonplaats Amsterdam bekend werd met het thaiboksen. Hij is als super lichtgewicht tot 61 kg klein van stuk en staat bekend om zijn explosieve vechtstijl. Hij begon in de C-Klasse en vocht zich verder omhoog. Een aan hem gewaagd tegenstander die hij terugkerend ontmoette is de Marokkaanse Nederlander Mohammed (Mootje) Kamal.
Sinds de wedstrijd tegen de Thai Anuwat Kaewsamrit in 2010 in Genève vecht hij ook tegen buitenlandse tegenstanders. Hij begon de wedstrijd als underdog en won na 30 seconden met een uitschakeling via een hoofdschop. Hij won dat jaar nog enkele internationale wedstrijden, waaronder tegen Matteo Lippi in Milaan wat hem de titel in It's Showtime opleverde. Aan het eind van het jaar won hij na een technische beslissing van de Fransman Mikael Peynaud, vanwege een snee in zijn hoofd. In december 2010 won hij in Athene van de Japanner Masahiro Yamamoto.
In 2011 verdedigde hij zijn It's  Showtime-wereldtitel tevergeefs na vijf ronden van Karim Bennoui tijdens het evenement in Brussel. In 2012 verloor hij op It's Showtime van Emerson Falcao in São Paulo in Brazilië. In december won hij via een knock-out in de eerste ronde in van Saša Jovanović in Vendetta VI in Wenen in Oostenrijk. Dit was zijn eerste overwinning van dit jaar.
In 2013 versloeg hij Alexei Blinov in de eerste ronde in Rusland en van Mickael Peynaud door een knock-out in de eerste ronde. Hij verloor dit jaar ook twee wedstrijden. In 2014 won hij twee, in 2015 drie en in 2016 drie wedstrijden. Hij verloor ook verschillende keren.

## Titels
- 2010: It's Showtime Wereldkampioen -61 kg
- 2011: W5 Wereldkampioen -60 kg
- 2014: W5 Wereldkampioen -60 kg
- 2016: Lion Fight lichtgewicht kampioen